# Kup Hrvatske u vaterpolu za žene 2014.
Hrvatski kup u vaterpolu za žene za sezonu 2014./15. je četvrti put zaredom osvojila Mladost iz Zagreba. 

Natjecanje je održano u studenom i prosincu 2014. godine.

## Sustav natjecanja
U natjecanju je sudjelovalo pet klubova, a natjecanje se igralo u dva dijela - kvalifikacijskom turniru i završnici. Na kvalifikacijskom turniru su ekipe igrale jednokružnu ligu te su se četiri najuspješnije ekipe plasirale u završnicu koja je igrana kup-sustavom.

## Sudionici
- Bura Suzuki, Split
- Jug, Dubrovnik
- Mladost, Zagreb
- Primorje EB, Rijeka
- Viktoria, Šibenik

## Rezultati

### Kvalifikacijski turnir
Igrano u Šibeniku od 14. do 16. studenog 2014.
| mj | klub        | ut | pob | ner | por | gol+ | gol- | bod |                |
| -- | ----------- | -- | --- | --- | --- | ---- | ---- | --- | -------------- |
| 1. | Mladost     | 4  | 4   | 0   | 0   | 39   | 17   | 12  | završni turnir |
| 2. | Bura Suzuki | 4  | 3   | 0   | 1   | 47   | 24   | 9   | završni turnir |
| 3. | Jug         | 4  | 2   | 0   | 2   | 38   | 45   | 6   | završni turnir |
| 4. | Viktoria    | 4  | 1   | 0   | 3   | 27   | 44   | 3   | završni turnir |
| 5. | Primorje EB | 4  | 0   | 0   | 4   | 26   | 47   | 0   |                |

| 14. studenog 2014. | 14. studenog 2014.     | 14. studenog 2014. |
| ------------------ | ---------------------- | ------------------ |
| 1. kolo            | Bura Suzuki - Viktoria | 12:3               |
| 1. kolo            | Primorje EB - Jug      | 11:12              |
| 2. kolo            | Viktoria - Primorje EB | 12:10              |
| 2. kolo            | Mladost - Bura Suzuki  | 9:7                |
| 3. kolo            | Jug - Viktoria         | 14:7               |

| 15. studenog 2014. | 15. studenog 2014.        | 15. studenog 2014. |
| ------------------ | ------------------------- | ------------------ |
| 3. kolo            | Primorje EB - Mladost     | 2:11               |
| 4. kolo            | Mladost - Jug             | 11:3               |
| 4. kolo            | Bura Suzuki - Primorje EB | 12:3               |

| 16. studenog 2014. | 16. studenog 2014. | 16. studenog 2014. |
| ------------------ | ------------------ | ------------------ |
| 5. kolo            | Viktoria - Mladost | 5:8                |
| 5. kolo            | Jug - Bura Suzuki  | 9:16               |

### Završni turnir
Igrano 19. i 20. prosinca 2014. u Zagrebu.
| klub1         | rez.          | klub2         |
| poluzavršnica | poluzavršnica | poluzavršnica |
| ------------- | ------------- | ------------- |
| Mladost       | 11:6          | Viktoria      |
| Bura Suzuki   | 9:5           | Jug           |
|               |               |               |
| za pobjednika |               |               |
| Mladost       | 13:6          | Bura Suzuki   |

## Najbolji strijelci natjecanja
- 23 gola
  - Dina Lordan (Mladost)
- 15 golova
  - Ivana Butić (Bura Suzuki)
- 14 golova
  - Domina Butić (Bura Suzuki)

## Poveznice
- Prvenstvo Hrvatske u vaterpolu za žene 2014./15.